# توماس ديفيس (سياسي)
توماس ديفيس (بالإنجليزية: Thomas Davis)‏ هو سياسي أمريكي، ولد في 18 ديسمبر 1806 في دبلن في جمهورية أيرلندا، وتوفي في 26 يوليو 1895 في بروفيدنس في الولايات المتحدة. حزبياً، نشط في الحزب الديمقراطي. وقد انتخب عضو مجلس ولاية رود آيلاند وانتخب عضو مجلس النواب الأمريكي.